# Johann Heinrich Gloger
Johann Heinrich Gloger, född omkring 1670 eller 1675, död juli 1732 i Hann. Münden, var en tysk orgelbyggare.

## Biografi
Familjens ursprung är troligtvis från Schlesien. Johann Heinrich Gloger hade en bror som heter Christoph Gloger (född oktober 1665, död 25 december 1733 i Aderstedt (Huy)), som också var en orgelbyggare och byggde orgeln i Aderstedt.
Den 25 augusti 1701 gifte han sig i Burgdorf, Tyskland med Cathrina Margarete Meyer, dotter till en guldsmed. 
Omkring 1720 bodde han i Göttingen, från 1721 i Northeim. 
Åtta ättlingar från Gloger finns bevisade: Johann Wilhelm Gloger, kallad Wilhelm Gloger (född 1702, död 11 december 1760), blev en orgelbyggare. Dottern Catharina Magdalena Gloger (född 1703) dog ung. Dietrich Christoph Gloger (född mellan maj 1704 och augusti 1708, död  14 februari 1773) blev också orgelbyggare. 1708 eller 1709 föddes Anna Rebecca Gloger. Gottfried Heinrich Gloger (född 1710, död 1799 i Stiklestad) hjälpte sin far med arbetet på Northeimorgeln och flyttade 1738 till Norge, där han byggde orgeln i Kongsberg. Georg Ludwig Gloger (född 1714/1715) dog ung. Döttrarna Sophie Eleonore Gloger (född omkring 1715/1717), även kallad Sophie Leonore Gloger, och Catrina Dorothea Gloger (född 1720) bodde fram till 1742 in Northeim.

## Verklista

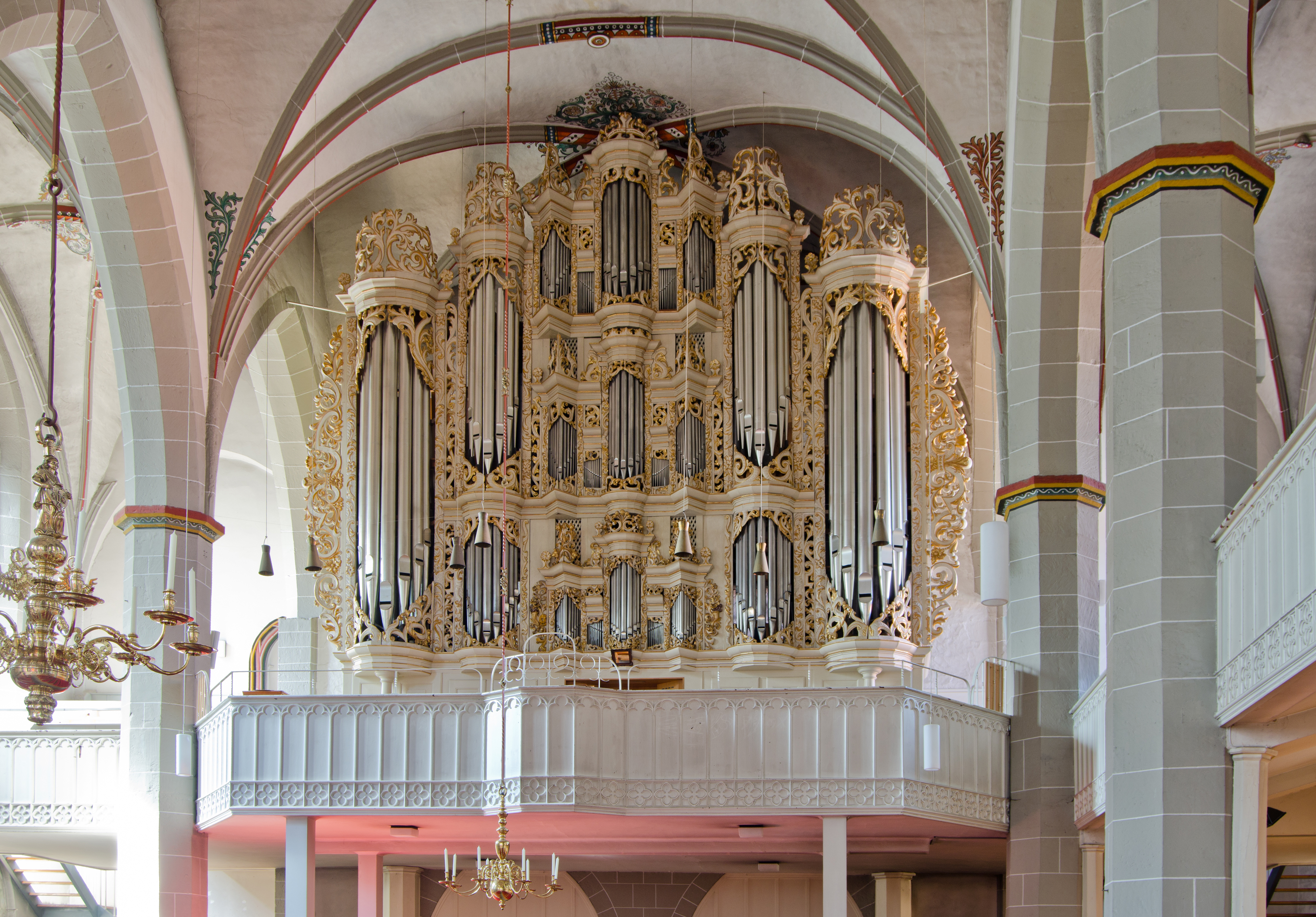
Orgeln i St. Sixti, Northeim

Han var nog en elev till Arp Schnitger. 
Omkring 1709 renoverade han med sin äldre bror Christoph orgeln i stadskyrkan, Hamburg-Harburg.
I kyrkan  St. Sixti i Northeim var ett orgeln byggd av Göttingen-organisten Paul Germer, som kom från Arnstadt. Denna orgel befann sig på södra sidan i kyrkan. Från och med 1721 utvidgade Gloger den och installerade den på dagens orgelplats på västra sidan i kyrkan. Samtidigt utvidgade han orgeln avsevärt. Redan innan han lyckades slutföra denna orgel utförde han ett arbete på mitten positivet i St. Blasiis kyrka, Hann. Münden medan han dog. Orgelarbetet i St. Sixti slutfördes 1734 av sonen Johann Wilhelm Gloger.